# NBCニュース
NBCニュース（エヌビーシーニュース、NBC News）は、アメリカ・NBC傘下のニュース制作子会社。
ニュース専門チャンネルを保有しており、ダウ・ジョーンズと提携したビジネスニュース専門のCNBCと、マイクロソフトと提携したMSNBCがある。
日本では日本テレビと提携しており、日テレNEWS24などで放送されている。また、一部の番組はCNBCのネットワークを通じて日経CNBCでも放送されているほか、かつては日本放送協会（NHK）でも衛星第1テレビジョン（BS1）にて放映されていたことがある。

## 制作番組
- Today
  - Early Today
- NBCニュースデイリー（2022年9月12日から放送開始）[3]
- NBCナイトリーニュース
- ミート・ザ・プレス
- Dateline
- Top Story with Tom Llamas（インターネットのNBC NEWS NOWで配信）

## 主なジャーナリスト
- レスター・ホルト
- サバンナ・ガスリー
- ホーダ・コットビー
- チャック・トッド
- トム・ブロコウ
- トム・ヤーマース

過去に在籍
- ブライアン・ウィリアムズ
- ティム・ラッサート
- マット・ラウアー
- アン・カリー
- メルディス・ヴィエラ
- ケイティ・クーリック
- デビット・ブリンクリー